# Cee Nantana Ketpura
Cee Nantana Ketpura (* 15. Oktober 1993 in Bangkok) ist eine US-amerikanische Badmintonspielerin thailändischer Herkunft.

## Karriere
Cee Nantana Ketpura wurde 2010 Panamerikameisterin im Dameneinzel. Im gleichen Jahr siegte sie in dieser Disziplin auch bei den Tahiti International. 2011 gewann sie die nationalen US-amerikanischen Titelkämpfe im Einzel.

## Sportliche Erfolge
| Saison | Veranstaltung           | Disziplin   | Platz | Name                                      |
| ------ | ----------------------- | ----------- | ----- | ----------------------------------------- |
| 2010   | Tahiti International    | Dameneinzel | 1     | Cee Nantana Ketpura                       |
| 2010   | USA-Meisterschaft       | Dameneinzel | 2     | Cee Nantana Ketpura                       |
| 2010   | Panamerikameisterschaft | Team        | 2     | USA                                       |
| 2010   | Panamerikameisterschaft | Mixed       | 3     | Sattawat Pongnairat / Cee Nantana Ketpura |
| 2010   | Panamerikameisterschaft | Dameneinzel | 1     | Cee Nantana Ketpura                       |
| 2011   | USA-Meisterschaft       | Dameneinzel | 1     | Cee Nantana Ketpura                       |